# Lunar Receiving Laboratory
Le Lunar Receiving Laboratory ou LRL est une installation de la NASA située à Houston (Texas) utilisée  jusqu'en 1979 pour entreposer les roches lunaires ramenées par les équipages des missions du programme Apollo. Cet immeuble a  également hébergé les équipages des missions Apollo 11, 12 et 14 à qui une quarantaine était imposée après leur séjour sur le sol de la Lune pour écarter tout risque d'épidémie. Cette mesure fut levée à partir de la mission Apollo 15. 

## Historique

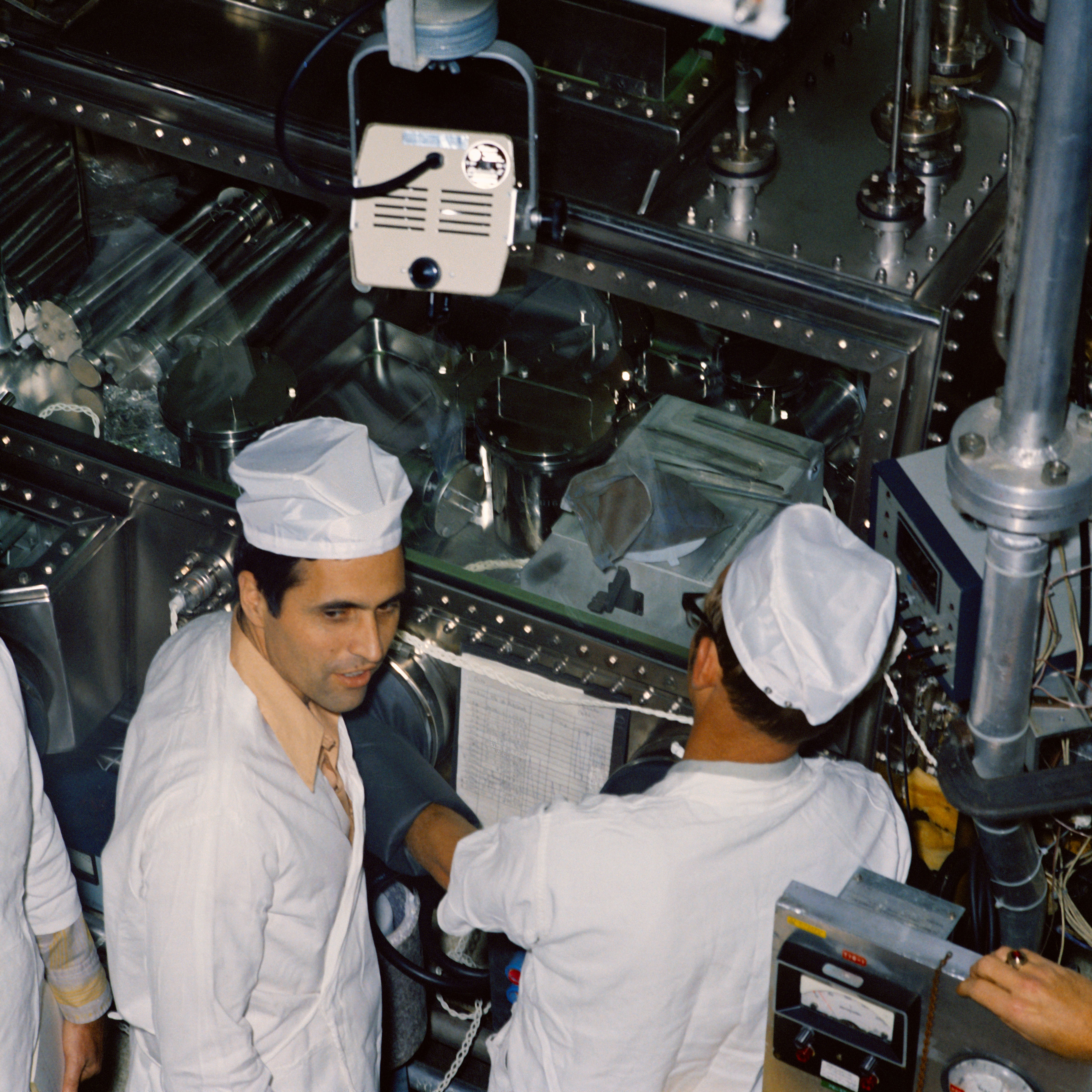
L'astronaute Harrison Schmitt au Lunar Receiving Laboratory après le retour d'Apollo 17.

Au début des années 1960, les biologistes consultés par la NASA indiquent qu'il n'est pas exclus que des organismes vivants puissent subsister sur la Lune même si les conditions qui y règnent (vide, température) semblent peu favorables. La NASA décide dans la perspective du programme Apollo de construire au Manned Spaceflight Center qui sera nommé en 1973 Centre spatial Lyndon B. Johnson une installation permettant d'isoler les astronautes et les roches lunaires ramenés sur Terre de tout contact avec l'extérieur. 
La construction comporte 8 000 m2 de surface au sol dont un quart consacré aux équipages en quarantaine et deux autres tiers pour le stockage et la manipulation des roches lunaires ayant couté 9 millions de dollars américains (
61 millions actuels). Des boîtes à gants permettent de manipuler les roches qui sont stockés initialement sous vide puis à partir d'Apollo 12 dans une atmosphère inerte d'azote. À l'issue des missions Apollo 382 kg de roches lunaires y sont stockés. En 1976, 14 % des roches sont déplacées dans un bunker de la base de l'United States Air Force de Brooks pour éviter une perte totale en cas de destruction du LRL. Ce stock secondaire de 52 kg est transféré au White Sands Test Facility lorsque la base de Brooks est fermée. Mais le LRL est jugé mal adapté à sa mission. En 1977 la NASA décide de construire, toujours au Centre spatial Lyndon B. Johnson, une nouvelle installation destinée à accueillir les roches lunaires et à permettre leur manipulation. Le Lunar Sample Laboratory Facility qui remplace le LRL est inauguré en juillet 1979.      

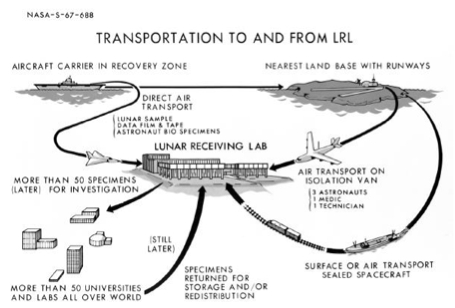
Circulation des roches lunaires collectées lors de leur stockage au LRL (Houston)